# Kind von Taung

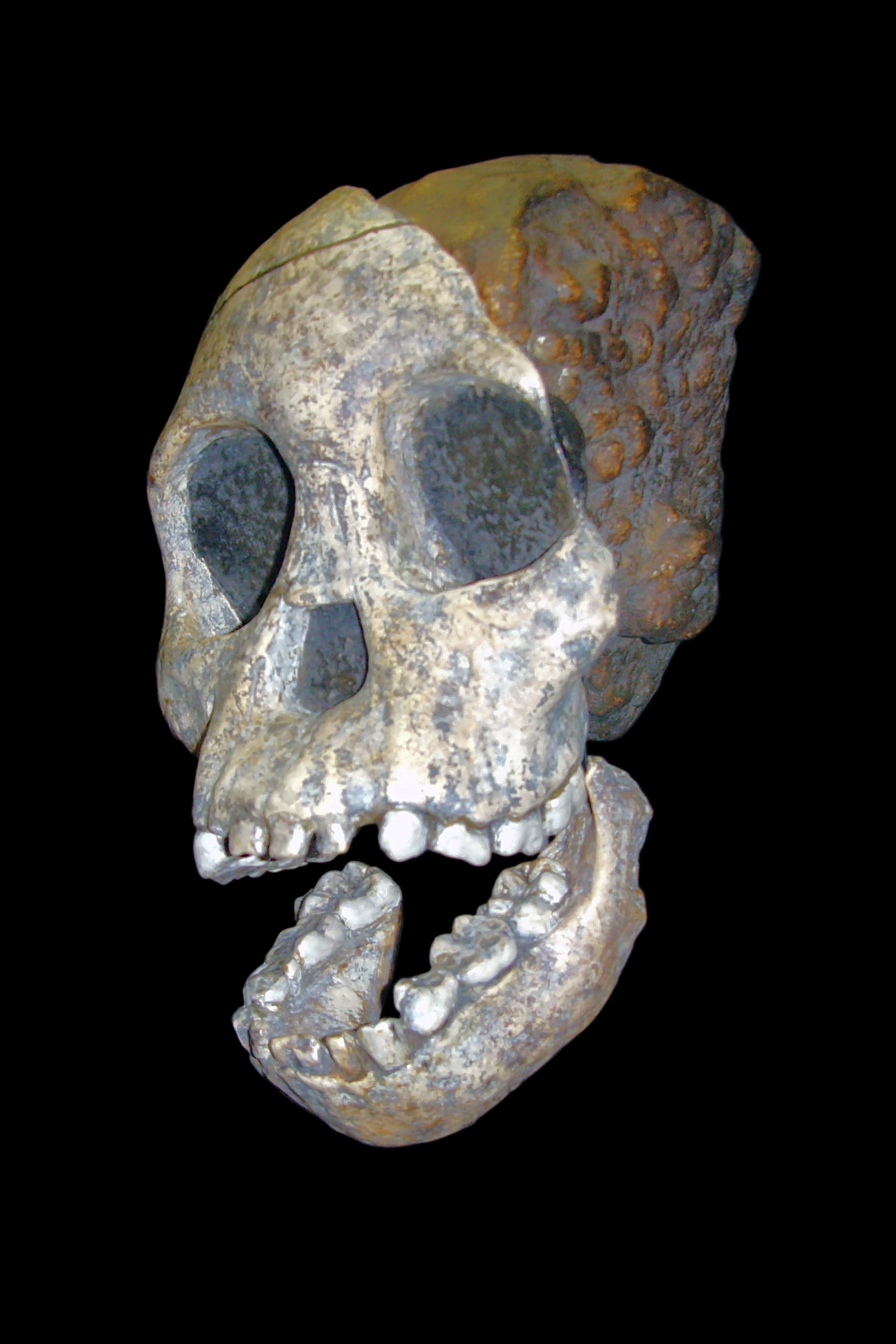
Das „Kind von Taung“ (Replikat), Naturmuseum Senckenberg

Als Kind von Taung wird der fossile Schädel eines Vormenschen bezeichnet, der im Herbst 1924 in Taung in der damaligen Kapprovinz der Südafrikanischen Union entdeckt und auf ein Alter von mehr als zwei Millionen Jahren datiert wurde.
Raymond Dart, ein Anatom der University of the Witwatersrand in Johannesburg, erkannte die Bedeutung des Fundes und publizierte ihn Anfang 1925 in der Fachzeitschrift Nature unter dem neuen Art- und Gattungsnamen Australopithecus africanus. Das sogenannte „Kind von Taung“ war das seinerzeit älteste bekannte Fossil eines Vorfahren des Menschen und zugleich das erste in Afrika gefundene Vormenschen-Fossil. Es bestätigte die bereits von Charles Darwin aufgestellte Hypothese, dass der Mensch aus Afrika stamme, und leitete ein Umdenken unter den Paläoanthropologen ein, die aufgrund anderer Fossilienfunde in den 1920er-Jahren mehrheitlich der Meinung waren, die Menschwerdung habe in Asien stattgefunden.
Das Fossil von Taung gilt heute als einer der bedeutsamsten Funde in der Geschichte der Paläoanthropologie, weil es sich um den ersten Fund eines völlig neuen, zuvor unbekannten fossilen Homininen handelte.
Verwahrort des Schädels ist die University of the Witwatersrand.

## Beschreibung des Fossils

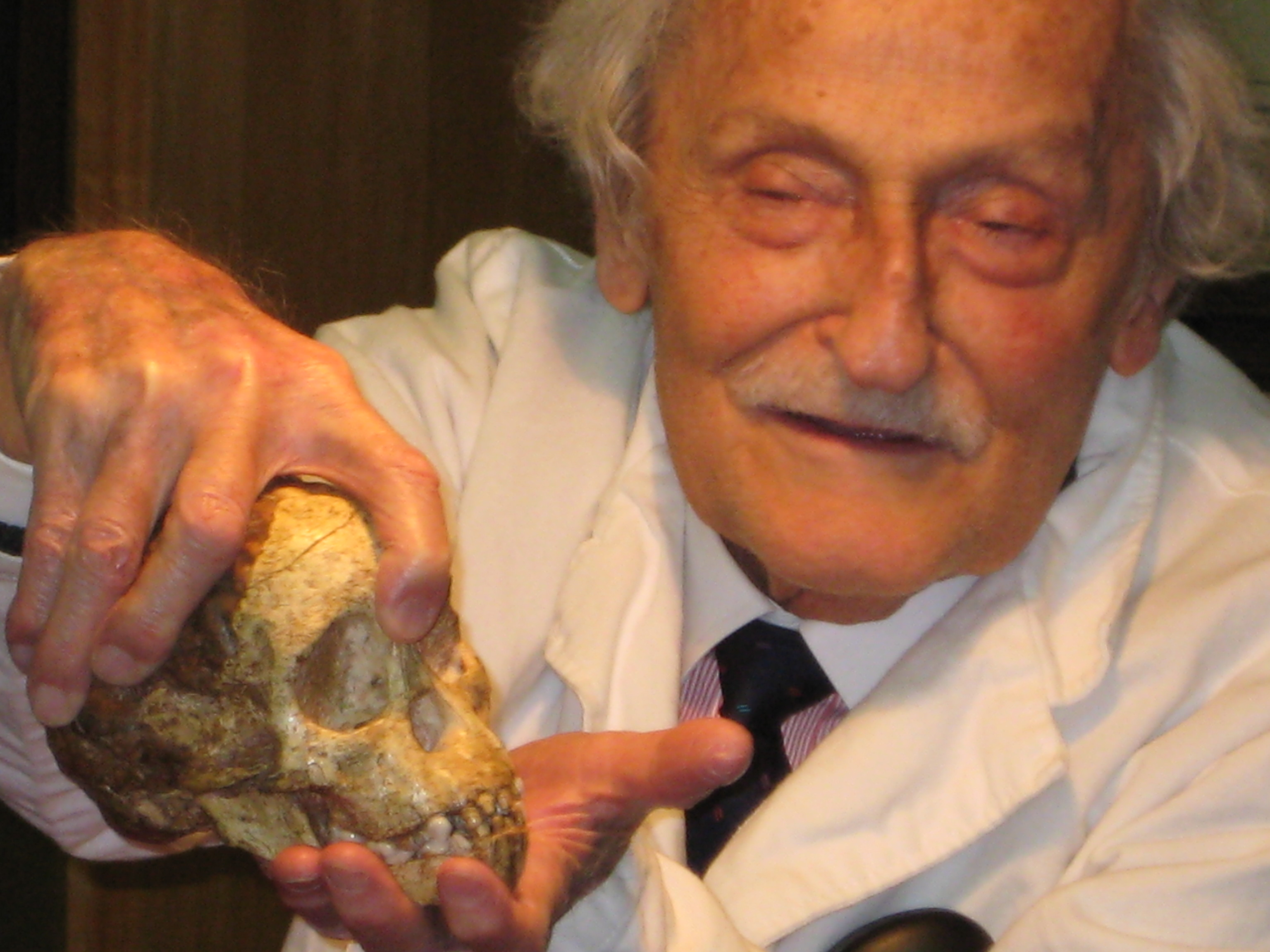
Phillip Tobias und das Kind von Taung (Original)

Raymond Dart erhielt den fossilen Schädel am 28. November 1924 von einem Vorarbeiter des Buxton-Kalksteinbruchs (Northern Lime Company) namens M. de Bruyn, der ihm schon öfters Funde nach Johannesburg geschickt hatte.
Das „Kind von Taung“ gilt bis heute als besonderer Fund unter den Vormenschen. Der Gesichtsschädel ist nahezu unbeschädigt, der Unterkiefer ist vollständig erhalten und verfügt noch über fast alle Zähne: teils Milchzähne, teils bleibende Zähne und noch nicht vollständig durchgebrochene bleibende Zähne. Die Eckzähne sind wesentlich kleiner als bei fossilen und rezenten Affen und insoweit menschenähnlich. Das Hinterhauptsloch, durch das hindurch sich der hinterste Gehirnteil zum Beginn des Rückenmarks erstreckt, ist zudem unterhalb des Schädels angeordnet, nahe am Schwerpunkt. Hieraus kann geschlossen werden, dass Australopithecus africanus aufrecht gehen konnte.
Besonders beeindruckend für die Paläoanthropologen ist jedoch, dass ein natürlicher Ausguss der Gehirnkapsel – des Schädelinnenraums – erhalten blieb, das heißt eine versteinerte Kopie der äußerlich sichtbaren Gestalt des Gehirns; die Windungen des Gehirns sind im Stirnbereich selbst für Laien deutlich erkennbar. Das Gehirnvolumen des Kindes wurde seit 1970 mit 405 Kubikzentimetern angegeben, das Gehirnvolumen für das ausgewachsene Individuum wurde auf 440 Kubikzentimeter geschätzt, was ungefähr der Größenordnung der modernen Schimpansen entspricht. Zum Vergleich: Das Gehirn eines modernen Menschen hat ein ungefähr drei- bis viermal so großes Volumen. Eine computergestützte Schätzung aus dem Jahr 2007 kam hingegen auf 382 Kubikzentimeter für das Kind und 406 Kubikzentimeter für das erwachsene Individuum. Eine weitere Studie kam 2025 zu dem Ergebnis, dass die Hirnwindungen nur geringfügig denjenigen der Schimpansen ähneln, stärker als diesen jedoch dem Menschen.
Erkennbar ist im Schädelausguss auch eine „Knochennaht“ (metopische Sutur) zwischen beiden Hälften des Stirnschädels, die – wie meist auch bei gleich alten Kindern von Homo sapiens – noch nicht verknöchert war; bei Schimpansen-Jungen im Alter des Taung-Kindes ist diese Naht hingegen bereits verknöchert. Daraus wurde unter anderem geschlossen, dass schon bei Australopithecus africanus die postnatale Zunahme des Gehirnvolumens – ähnlich wie bei Homo – ausgeprägter war als bei den Schimpansen.

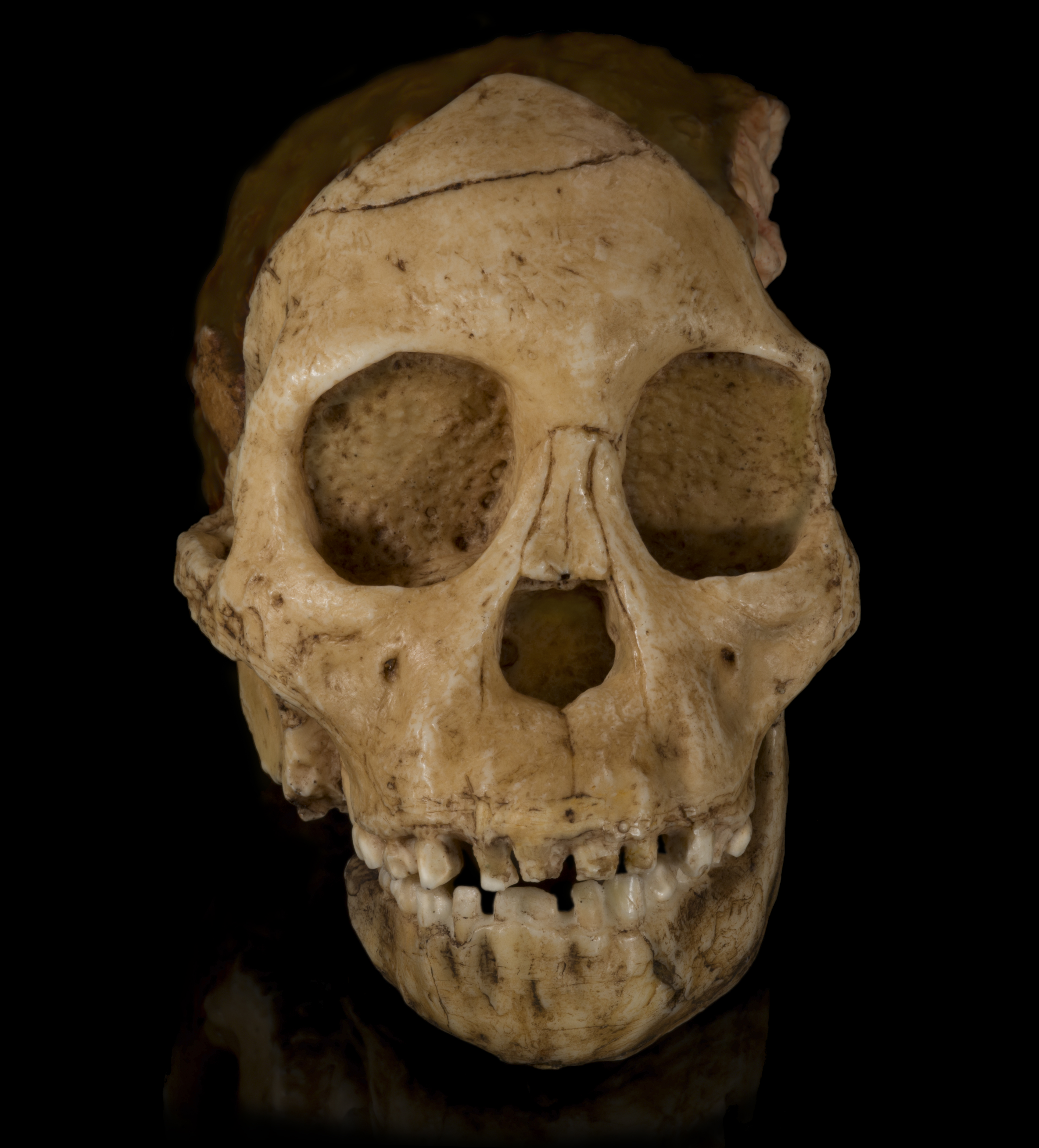
Taung-Kind, Ansicht von vorne (Replikat)

Das Alter des Kindes bei seinem Tod wurde aufgrund seiner Bezahnung anfangs auf fünf bis sechs (bis acht) Jahre geschätzt. Heute gehen die meisten Forscher davon aus, dass die Australopithecinen schneller ausgewachsen waren als der heutige Mensch, also eine wesentlich kürzere Kindheit hatten. Man schätzt das Alter daher heute auf etwa drei bis vier Jahre. Seine Körpergröße wird auf etwa einen Meter geschätzt, das Körpergewicht auf ca. 10 bis 12 Kilogramm. Auch der Zeitraum, in dem das „Kind von Taung“ lebte, konnte nur geschätzt werden, und zwar anhand von in derselben Schicht gefundenen anderen Fossilien, der Begleitfauna, denn die unmittelbare Umgebung des Fundortes wurde durch den Abbau des Kalksteins (Dolomit) zerstört, bevor genaue Analysen möglich waren. In der Fachliteratur wird daher häufig ein Alter von zwei bis drei Millionen Jahren genannt; aus den zugleich gefundenen Tierfossilien wurde auf ein Alter von ca. 2,4 Millionen Jahren geschlossen, einige Veröffentlichungen nennen aber auch 2,8 Millionen Jahre.
Dank seiner ärztlichen, neuroanatomischen Ausbildung erkannte Raymond Dart sofort, dass das Fossil zwar ein affenähnliches Gesicht besaß, sein Gehirn – beispielsweise im Bereich des Occipitallappens und dort speziell die Form des sulcus lunatus – und die Bezahnung jedoch menschenähnlich waren. Dart argumentierte daher in seiner noch im Dezember 1924 verfassten und bereits am 7. Februar 1925 in Nature veröffentlichten Erstbeschreibung offensiv, dass wichtige Merkmale des kleinen Schädels stärker menschenähnlich als affenähnlich seien: „Die Wangenbeine, die Jochbögen, Oberkiefer und Unterkiefer lassen zarte, menschenähnliche Charakteristika erkennen.“ („The malars, zygomatic arches, maxillae, and mandible all betray a delicate humanoid character.“) Ähnliches gelte für das Gehirn, das gleichfalls mehr menschenähnliche als affenähnliche Merkmale aufweise: Das „Kind von Taung“ sei daher einzuordnen als Mosaikform, das heißt als Mitglied „eines ausgestorbenen Geschlechts von Affen, das ein Zwischenglied darstellt zwischen den Menschenaffen der Gegenwart und dem Menschen“ („an extinct race of apes intermediate between living anthropoids and man.“).
Diese Deutung wurde von seinen britischen Forscherkollegen und vormaligen akademischen Förderern jedoch brüsk zurückgewiesen: Ihnen erschien das Gehirn des Fossils viel zu klein und zu affenähnlich, als dass sie den Schädel in die Nähe des Menschen hätten stellen wollen.

## Forscherstreit um die Stellung des Fundes im Stammbaum des Menschen
Der Herausgeber der Fachzeitschrift Nature empfing Darts Manuskript zum „Kind von Taung“ am 30. Januar 1925 und reichte es bereits vier Tage später an vier Anthropologen weiter, unter anderem an Darts akademische Förderer Grafton Elliot Smith und Arthur Keith. Dem Herausgeber war bewusst, dass Darts Manuskript eine heftige Debatte auslösen würde, und er beabsichtigte daher, diese Debatte in seiner Zeitschrift mit den vier erbetenen gutachterlichen Stellungnahmen zu beginnen.
Die Veröffentlichung des Dart-Manuskriptes am 7. Februar 1925 wurde von den Tageszeitungen umgehend als Bericht über ein neu entdecktes Missing Link gefeiert. Am 14. Februar, im nächstfolgenden Heft von Nature, wiesen drei der vier Gutachter die Deutung des Fossils durch Dart jedoch mit Nachdruck zurück. Keith schlug vor, das Fossil in die Verwandtschaft der Gorillas und Schimpansen einzuordnen, und Elliot Smith tat Darts Analyse kurzerhand als unüberlegt ab. Der führende britische Paläontologe Arthur Smith Woodward – der 1912 dem Piltdown-Menschen bescheinigt hatte, ein Bindeglied zwischen Affe und Mensch zu sein – lehnte die Deutung Darts ab, die nahegelegt hätte, die Entwicklung zum Menschen habe in Afrika stattgefunden: „Es ist voreilig, ein Urteil darüber zu fällen, ob die direkten Vorfahren des Menschen in Asien oder in Afrika zu suchen sind. Das neue Fossil aus Afrika hat gewiss nur geringen Einfluss auf die Klärung dieser Frage.“ Nur der vierte Gutachter, der Anthropologe Wynfrid Lawrence Henry Duckworth von der Universität Cambridge, äußerte sich zurückhaltender, schloss sich aber gleichfalls den Schlussfolgerungen Darts nicht an.
In den folgenden Monaten verschärfte sich die Ablehnung der Dart-Veröffentlichung bis hin zu offener Feindseligkeit. Elliot Smith hielt im Juni 1925 seinem ehemaligen Assistenten vor, keine Kenntnisse der Anatomie von jungen Schimpansen und Gorillas zu haben und daher zu verkennen, dass die angeblich menschenähnlichen Merkmale des Taung-Schädels im Wesentlichen identisch seien mit denen junger Menschenaffen. Keith veröffentlichte am 22. Juni 1925 in Nature eine zweite Stellungnahme, in der er – ohne bis dahin den Schädel aus der Nähe gesehen zu haben – vorhersagte, dass eine Beurteilung des Fundes durch wirkliche Fachleute dazu führen werde, Darts Interpretationen als „lächerlich“ (preposterous) darzustellen. Auch nachdem Elliot Smith und einige seiner Zeitgenossen Abgüsse des Fossils auf der British Empire Exhibition – unter Glas – in Augenschein genommen hatten, blieben sie bei ihrer Auffassung, es handele sich zweifelsfrei um einen Affen. Selbst die Namensgebung wurde lächerlich zu machen versucht: In Nature vom 28. März 1925 wurde die griechisch-lateinische Wortschöpfung Australopithecus von einem anonymen Autor ironisch als „widerlicher Mischling“ (unpleasing hybrid) bezeichnet.
An der Ablehnung des ersten Australopithecus-Fundes durch das britische Anthropologen-Establishment änderte sich auch nichts, als Dart 1930 mit dem Original seines Fundes die Kollegen in London besuchte. Enttäuscht kehrte Dart nach Johannesburg zurück, überließ die Suche nach Fossilien künftig seinem Kollegen Robert Broom und konzentrierte sich auf den Aufbau einer anatomischen Sammlung an seiner Universität. So fand die Existenz der Gattung Australopithecus bis Ende der 1930er-Jahre keinen Eingang in wichtige Anthropologie-Lehrbücher, und auch in den Anthropologie-Vorlesungen der Hochschulen spielte sie keine Rolle. Erst am 15. Februar 1947 wurde Darts Erstbeschreibung des „Kindes von Taung“ in vollem Umfang rehabilitiert. Erneut in Nature wurde zum einen Wilfrid Le Gros Clark zitiert, ein höchst angesehener englischer Anatom, der später den Piltdown-Menschen als Fälschung entlarvte. Le Gros Clark hatte nach einer genauen Untersuchung der bis dahin entdeckten Fossilien die Gattung Australopithecus unumwunden als hominid bezeichnet (die heutige Bezeichnung wäre hominin) und sie so kraft seiner Autorität zu den Vormenschen gestellt. Im gleichen Heft von Nature räumte der inzwischen hochbetagte Sir Arthur Keith in einer kurzen Stellungnahme freimütig ein, seine frühere Einordnung des „Kindes von Taung“ als Vorfahre der afrikanischen Menschenaffen sei ein Irrtum gewesen: „Ich bin nun überzeugt … dass Professor Dart recht hatte und ich Unrecht.“
Das Fossil von Taung gilt seither als „einer der drei bedeutsamsten Funde in der Geschichte der Paläoanthropologie (gemeinsam mit den Funden aus dem Neandertal und aus Trinil), weil es sich um das erste anerkannte Mitglied einer völlig neuen, zuvor unbekannten, bedeutenden Gruppe von fossilen Homininen handelte.“

## Zeitgeschichtlicher Hintergrund

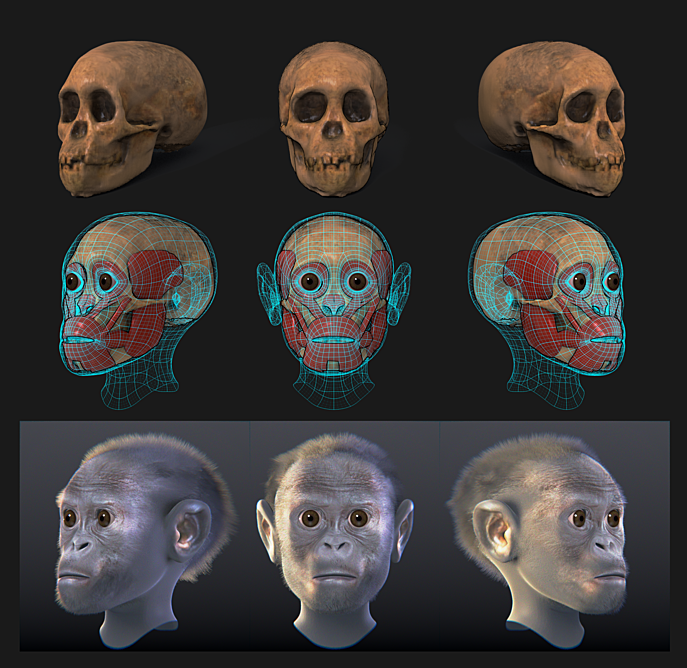
Versuch einer Rekonstruktion von Muskeln und Haut beim Kind von Taung. Weitere Rekonstruktionen siehe Laura Geggel (2021).

Bereits Charles Darwin hatte 1871 in seinem Werk Die Abstammung des Menschen und die geschlechtliche Zuchtwahl („The Descent of Man, and Selection in Relation to Sex“) darauf hingewiesen, dass aufgrund der Ähnlichkeit des Menschen mit Schimpansen und Gorillas die Menschwerdung mit hoher Wahrscheinlichkeit in Afrika stattgefunden habe. Allerdings hatte sich Darwins Lehre auch nach der Jahrhundertwende noch keineswegs als gesicherte Lehrmeinung durchgesetzt, und seine wohlüberlegten Hinweise zur Stammesgeschichte des Menschen waren von den Anthropologen nicht aufgegriffen worden. Im Gegenteil, in den 1920er-Jahren wurden sie aufgrund mehrerer Fossilienfunde rundweg abgelehnt. Stattdessen galt Asien als der wahrscheinlichste Ort für die Menschwerdung. Zurückzuführen ist diese Fehleinschätzung u. a. auf Funde des französischen Anatomen Eugène Dubois in Java im Jahr 1891, der dort den so genannten Java-Menschen – einen Homo erectus – entdeckt hatte. Ins falsche Bild passten schließlich auch noch die Funde eines weiteren Homo erectus, des Peking-Menschen, von dem Anfang der 1920er-Jahre südwestlich von Peking ein Zahn und 1929 ein kompletter Schädel entdeckt wurden.
Der damals führende US-amerikanische Paläontologe Henry Fairfield Osborn (ein offensiver Befürworter der Eugenik und Kritiker von Darwins Vorstellungen über die Abstammung des Menschen) hatte zudem das theoretische Konzept des so genannten Dawn-Man (Frühzeit-Mensch oder Mensch der Morgendämmerung) popularisiert, das – ohne fossile Belege – u. a. behauptete, das Gehirn des modernen Menschen sei derart komplex, dass zwei oder drei Millionen Jahre nicht hätten ausreichen können, um es aus einem affenähnlichen Gehirn hervorzubringen. Nahezu alle Forscher schlossen sich in den 1920er-Jahren dieser These an und unterstellten eine Zeitspanne von mindestens 20 bis 25 Millionen Jahren, während der die modernen Menschen und die modernen Menschenaffen sich getrennt entwickelt hätten – eine These, die keineswegs neu war, denn schon Rudolf Virchow hatte aus ähnlichen Überlegungen heraus den Neandertaler als fossile Art verkannt.
Diese heute völlig willkürlich wirkende Annahme fand in den 1920er-Jahren jedoch eine Stütze im so genannten Piltdown-Menschen, dessen Knochen ab 1912 in Sussex aufgesammelt worden waren und der erst 1953 als Fälschung entlarvt wurde. Der Kopf bestand aus dem Schädel eines modernen Menschen, dem der Unterkiefer eines Affen angepasst worden war. Die Fälschung kam der herrschenden Auffassung dieser Zeit entgegen, nach der die Vorfahren des Menschen bereits seit langer Zeit ein besonders großes Gehirn besaßen, und versperrte so den damals führenden britischen und US-amerikanischen Paläontologen den Blick auf die tatsächlichen Gegebenheiten.
Die Wende zugunsten einer Anerkennung der Australopithecinen als Vormenschen trat erst ein, als die Aussagekraft anderer Fossilien neu bewertet wurde. So waren immer mehr Neandertaler entdeckt worden, deren Körperbau einheitlich war und die somit die These, das zuerst gefundene Exemplar sei ein deformierter, moderner Mensch gewesen, unhaltbar machten. Auch der Schädel von Piltdown war seit den 1940er-Jahren infolge der wachsenden Zahl von Funden zunehmend als Kuriosum empfunden worden, das sich gegen eine klare Einordnung in den Stammbaum des Menschen sperrte. Der Evolutionsbiologe Sherwood Washburn berichtete beispielsweise, dass er bereits 1944 in einer Veröffentlichung den Piltdown-Menschen bewusst nicht erwähnt habe, „da er einfach keinen Sinn ergab“.
Ab 1936 waren zudem weitere Australopithecus-Fossilien in Afrika entdeckt worden, die von einer nachgewachsenen Forschergeneration nicht mehr in erster Linie vor dem Hintergrund der älteren Lehrmeinungen zur Dauer der Evolution des Gehirns gedeutet wurden. So ordnete beispielsweise der US-amerikanische Wirbeltier-Paläontologe William King Gregory bereits 1939 die Bezahnung der Australopithecus-Fossilien in einem Fachartikel der Vorfahrenlinie des Menschen zu. Der Anatom Wilfrid Le Gros Clark war allerdings bezüglich der Einordnung der Australopithecinen als frühe Vormenschen noch immer äußerst skeptisch, als er Ende 1946 zu einer Forschungsreise nach Südafrika aufbrach. Nach zwei Wochen genauen Studiums der Knochenfunde war seine Skepsis jedoch verflogen. Schon Anfang Januar 1947 ordnete er die Australopithecinen während des von Louis Leakey in Nairobi veranstalteten First Pan-African Congress on Prehistory ganz selbstverständlich zu den Hominiden.

## Spuren eines Greifvogels

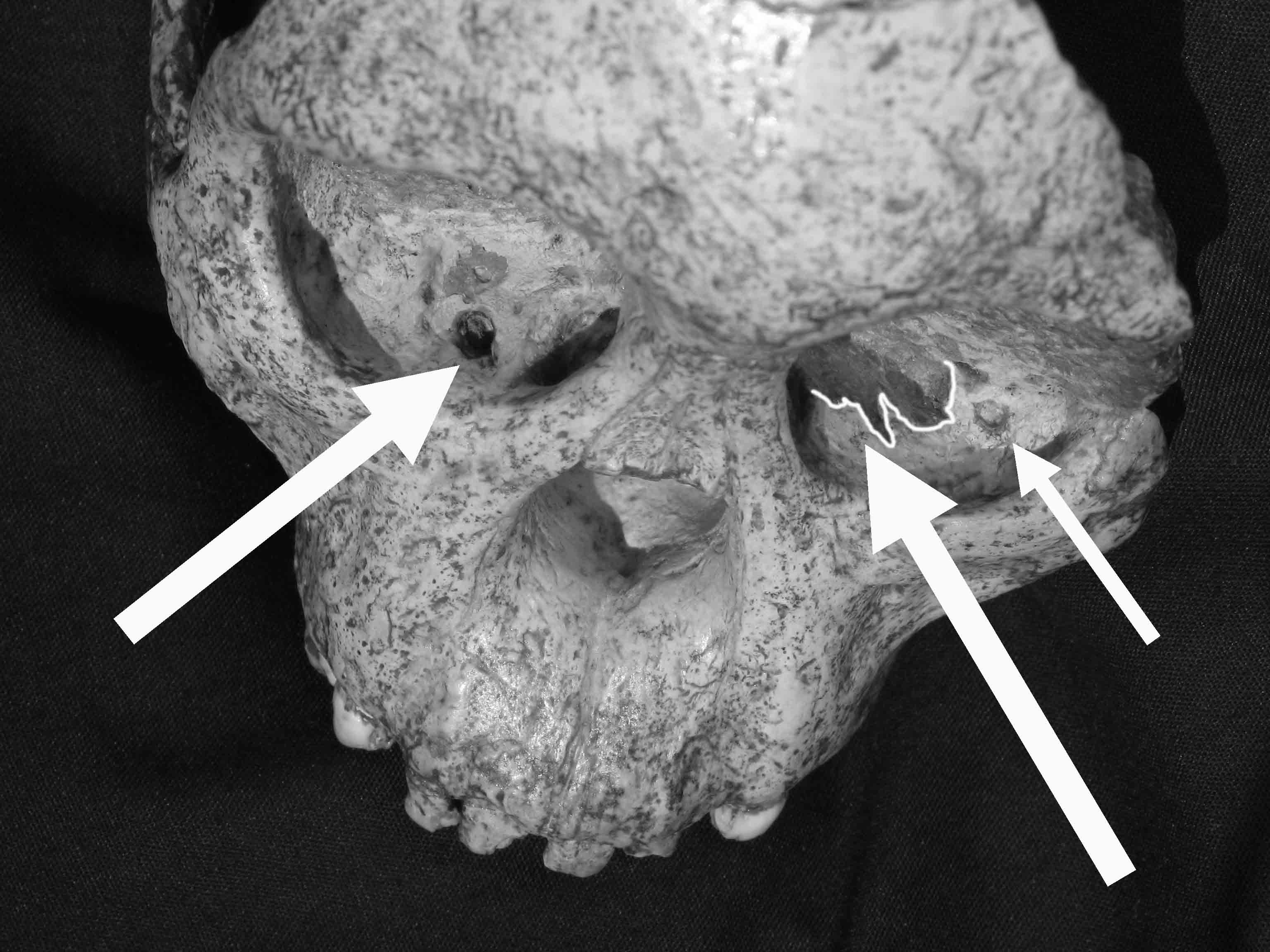
Die Spuren des Greifvogels in den Augenhöhlen

Verwunderung hatte schon lange der Umstand ausgelöst, dass im Gebiet von Taung trotz intensiver Suche nur dieser einzige Fund eines Australopithecus-Fossils gemacht wurde. Bereits 1995 hatten die südafrikanischen Paläoanthropologen Lee Berger und Ron Clarke die Vermutung geäußert, dass die im Umkreis der Fundstelle entdeckten Tierfossilien von einem großen Greifvogel dorthin getragen worden sein könnten. Sie hatten damals darauf hingewiesen, dass Fossilien von Affen Spuren aufweisen, die auf den Angriff eines großen Greifvogels hindeuten, und dies auch für das „Kind von Taung“ als möglich bezeichnet. Ihre Auffassung hatte sich aber in der Fachwelt nicht durchgesetzt, weil man glaubte, das Kind sei selbst für einen sehr großen Greifvogel zu schwer gewesen.
Eine 2006 von einer britisch-amerikanischen Forschergruppe um Scott McGraw im American Journal of Physical Anthropology veröffentlichte Studie scheint diese Vermutung nun aber zu bestätigen. Das Forscherteam hatte die Nester von 16 Kronenadlern nach Beuteresten durchsucht und u. a. 669 Knochen von Affen gefunden. Diese Affen – zumeist am Boden lebende Mangaben – waren zu Lebzeiten bis zu elf Kilogramm schwer gewesen und an der Elfenbeinküste kurz zuvor von den Kronenadlern erbeutet worden. An vielen Knochen waren Beschädigungen zu erkennen, die entweder beim Transport der Beute zum Nest – durch Krallen des Greifvogels – oder beim Fressen durch den Schnabel entstanden waren. Diese Kratzer und Bissspuren – darunter Einstichlöcher, dank derer die Vögel an das weiche Knochenmark und ans Gehirn kamen – waren so charakteristisch, dass sie Lee Berger von der University of the Witwatersrand zu einer neuerlichen Untersuchung des Taung-Schädels veranlassten. Das Ergebnis: Der fossile Schädel weist ähnliche Schrammen auf seiner Oberseite und Einstichstellen in den Augenhöhlen auf, wie man sie bei heute erbeuteten Tieren sehen kann. Zudem ist man heute davon überzeugt, dass ein großer Greifvogel zu Lebzeiten des „Kindes von Taung“ ein Tier von 30 Kilogramm sehr wohl hat erbeuten können.
Lee Berger berichtete, er habe den Taung-Schädel zuvor schon hunderte Male in Händen gehabt und daher nicht erwartet, Greifvogelspuren auf ihm zu entdecken:

„Ich fiel fast vom Hocker, als ich dem Schädel in die Augen schaute und die Male sah, wie sie in McGraws Veröffentlichung beschrieben worden waren – sie sehen aus wie perfekte Beispiele von Beschädigungen durch einen Adler. Ich konnte meinen Augen kaum trauen, dass Tausende Wissenschaftler – mich eingeschlossen – die entscheidenden Beschädigungen übersehen hatten. Ich machte mich gleich auf den Weg, um mir eine originale Abformung des Kindes aus dem Jahr 1925 anzuschauen, damit ich sicher sein konnte, dass diese Beschädigungen von Anfang an da waren – und sie waren es! Ich kam mir ein bisschen wie ein Idiot vor, dass ich diese Male nicht schon vor zehn Jahren wahrgenommen hatte.“

## Bestätigung der Artmerkmale
Der jugendliche Schädel ist als Holotypus der Art Australopithecus africanus der alleinige Maßstab dafür, ob andere Fossilien zu dieser Art gehören. Zwar war es nie umstritten, dass die Fossilien aus Sterkfontein und Makapansgat dieser Art zuzurechnen sind; jedoch unterschieden sich auch bei den frühen Hominini die Formen der Schädel von Jugendlichen und von Erwachsenen. Eine dreidimensionale entwicklungsbiologische Computersimulation, deren Ergebnisse 2006 veröffentlicht wurden, bestätigte jedoch, dass eine Transformation des jugendlichen Schädels zu einem erwachsenen Australopithecus – ähnlich dem Fossil Sts 71 von Australopithecus africanus – führt und nicht zu einem erwachsenen Paranthropus.

## Belege
1. ↑  Ralph L. Holloway: Australopithecine Endocast (Taung Specimen, 1924): A New Volume Determination. In: Science. Band 168, Nr. 3934, 1970, S. 966–968, doi:10.1126/science.168.3934.966.
2. ↑  Dean Falk, Ronald J. Clarke: Brief communication: New reconstruction of the Taung endocast. In: American Journal of Physical Anthropology. Band 134, Nr. 4, 2007, S. 529–534, doi:10.1002/ajpa.20697. Wie belastbar diese Schätzung ist, muss sich noch zeigen, denn der sehr gut erhaltene Schädel des ausgewachsenen Exemplars Sts 5 („Mrs. Ples“) wird mit 485 Kubikzentimetern angegeben, siehe dazu Glenn C. Conroy et al.: Endocranial Capacity in an Early Hominid Cranium from Sterkfontein, South Africa. In: Science. Band 260, 1998, S. 1730–1731; doi:10.1126/science.280.5370.1730.
3. ↑  Shawn Hurst et al.: A reanalysis of the Taung endocranial surface: Comparison with large samples of living hominids. In: Journal of Human Evolution. Band 200, 2025, 103637, doi:10.1016/j.jhevol.2024.103637.
4. 1 2  Dean Falk et al.: Metopic suture of Taung (Australopithecus africanus) and its implications for hominin brain evolution. In: PNAS. Band 109, Nr. 22, 2012, S. 8467–8470, doi:10.1073/pnas.1119752109.
5. ↑  Anders Hedenström: Lifting the Taung child. In: Nature. Band 378, 1995, S. 670, doi:10.1038/378670a0, Volltext.
6. ↑  Taung Child. Auf dem Server der Smithsonian Institution (humanorigins.si.edu), zuletzt eingesehen am 15. März 2022.
7. ↑  Raymond A. Dart: Australopithecus africanus: The man-ape of South Africa. In: Nature. Band 115, 1925, S. 195–199, doi:10.1038/115195a0, (Volltext, PDF; 456 kB).
8. ↑  R. Dart, in Nature (1925), S. 196.
9. ↑  R. Dart, in Nature (1925), S. 195 (im Original kursiv).
10. ↑  Die vier Kommentare erschienen unter dem gemeinsamen Titel The Fossil Anthropoid Ape from Taungs in Nature, Band 115, 1925, S. 234–236, doi:10.1038/115234a0.
11. ↑  „It is premature to express any opinion as to whether the direct ancestor of man are to be sought in Asia or in Africa. The new fossil from Africa certainly has little bearing on the question.“ Zitiert nach R. Lewin, Bones of Contention, S. 51.
12. ↑  Lydia Pyne: The Taung Child: The Rise of a Folk Hero. Kapitel 3 in: Dies.: Seven Skeletons. The Evolution of the World’s Most Famous Human Fossils. Viking, New York 2016, S. 93, ISBN 978-0-525-42985-2.
13. ↑  „I am now convinced … that Prof. Dart was right and that I was wrong.“ Zitiert nach R. Lewin, Bones of Contention, S. 77; Lewin kommentiert dieses Eingeständnis so: „Eine raschere und vollständigere Kapitulation kann man sich kaum vorstellen.“
14. ↑  W. Eric Meikle, Sue Taylor Parker: Naming our Ancestors. An Anthology of Hominid Taxonomy. Waveland Press, Prospect Heights (Illinois) 1994, ISBN 0-88133-799-4, S. 52.
15. ↑  Laura Geggel: Human ancestor 'Lucy' gets a new face in stunning reconstruction, auf LiveScience vom 3. März 2021.
16. ↑  „By this time, Piltdown just didn’t make any sense.“ Zitiert nach R. Lewin, Bones of Contention, S. 75.
17. ↑  William King Gregory und Milo Hellman: The South African Fossil Man-Apes and the Origin of the Human Dentition. In: The Journal of the American Dental Association. Band 26, Nr. 4, 1939, S. 558–564, doi:10.14219/jada.archive.1939.0113.
18. ↑   Lee Berger und Ronald J. Clarke: Eagle involvement in accumulation of the Taung child fauna. In: Journal of Human Evolution. 29. Jahrgang, 1995, S. 275–299, doi:10.1006/jhev.1995.1060..
19. ↑  W. Scott McGraw, Catherine Cooke, Susanne Shultz: Primate remains from African crowned eagle (Stephanoaetus coronatus) nests in Ivory Coast’s Tai Forest: Implications for primate predation and early hominid taphonomy in South Africa. In: American Journal of Physical Anthropology. Band 131, Nr. 2, 2006, S. 151–165, doi:10.1002/ajpa.20420.
20. ↑  Lee R. Berger: Predatory bird damage to the Taung type-skull of Australopithecus africanus Dart 1925. In: American Journal of Physical Anthropology. Band 131, Nr. 2, 2006, S. 166–168, doi:10.1002/ajpa.20415, Volltext (PDF; 181 kB) (Memento vom 15. Juli 2011 im Internet Archive).
21. ↑  „I almost dropped down when I looked into the eyes of the skull as I saw the marks, as described in the McGraw paper – they were perfect examples of eagle damage. I couldn’t believe my eyes as thousands of scientists, including myself, had overlooked this critical damage. I even went to look at an original 1925 cast of the child to make sure the damage had been there originally, and it had. I felt a little bit like an idiot for not seeing those marks 10 years ago.“ Zitiert nach: Lucille Davie: Who killed the Taung child? (Memento vom 10. März 2016 im Internet Archive) Auf: southafrica.info vom 13. Januar 2006.
22. ↑  Kieran P. McNulty et al.: Examining affinities of the Taung child by developmental simulation. In: Journal of Human Evolution. Band 51, Nr. 3, 2006, S. 274–296, doi:10.1016/j.jhevol.2006.04.005.

Koordinaten: 27° 30′ 53,9″ S, 24° 50′ 45,3″ O